# نوريو أوغا
نوريو أوغا (باليابانية:大賀典雄) ، من مواليد 29 يناير 1930م ، وتوفي بتاريخ 23 أبريل 2011م ، وهو أحد رؤساء سوني الذي ساهم بتطوير أنظمة الأقراص المرنة لشركة سوني .

## وصلات خارجية
- نوريو أوغا على موقع مونزينجر (الألمانية)
- نوريو أوغا على موقع ميوزك برينز (الإنجليزية)
- Press release on his retirement, with career timeline
- Sony chairman credited with developing CDs dies